# Wehni
Wehni (amharisch ወህኒ) ist der Name eines Bergs in Äthiopien, auf dem die meisten der männlichen Erben des  Kaiserthrons interniert waren – oft auf Lebenszeit.
Er war der letzte von drei Bergen (oder amba), der diesem Zweck diente. Die übrigen waren Debre Damo und Amba Geshen.
Ab einem unbestimmten Zeitpunkt in der Geschichte wurde es zur Tradition, dass man, sobald ein Kaiser den Thron bestieg, seine Brüder und übrigen männlichen Verwandten ins königliche Gefängnis führte, wo sie entweder starben oder bis zu ihrer eigenen Thronbesteigung lebten. Der Berg Wehni wurde zum ersten Mal durch Fasilides als Gefängnis genutzt. Er beförderte seinen Sohn Dawit dorthin, nachdem dieser einen Aufstand angeführt hatte.
Während der Zemene Mesafint nahm man das Gefängnis auf dem Berg außer Betrieb. Dies geschah in den 1790er Jahren, wie Samuel Gobat von einem Mann namens Tekla Selassie, „einem Verwandten des Königs“ (hier ist Kaiser von Äthiopien gemeint), erfuhr.
James Bruce war der erste, der das königliche Gefängnis erwähnt.
Der erste Europäer, der den Ort besuchte, war jedoch 1955 Thomas Pakenham.
Dieser führt an, dass zu Beginn seiner Suche nach diesem halb in Vergessenheit geratenen Komplex drei Orte in der Provinz Begemder (heute ein Teil von Amhara) in Frage kamen: der Äthiopist Stephen Wright glaubte, er liege drei Tagesreisen westlich von Gonder, während der ortskundige Oberst Shifferaw von zwei möglichen Stellen im Osten berichtete. Pakenhams Untersuchungen ergaben, dass er sich in den Bergen nordöstlich von Emfraz befand. Er beschreibt seinen ersten Anblick so:
„In der sanften Ebene eröffnete sich eine Schlucht, vielleicht eine halbe Meile breit, die in ein wannenförmiges Tal führte. Dies war das Tal von Wehni. Aus seiner Mitte erhob sich der Daumen, schwarz wie Schlacke, der Berg. Er war in Wirklichkeit doppelt so hoch wie er zunächst erschien, seine Flanken scherten perfekt zum Grund hin aus, sein Gipfel war flach und grasbewachsen.“
Pakenham fand am Fuß des Bergs ein Dorf, „das kaum die Bezeichnung verdiente“. Die Bewohner waren zwar „elend und arm“, als er die Kirche des Orts untersuchte, fand er jedoch einige Gemälde, die er auf das 17. Jahrhundert datierte. „Zwar fünfzig Jahre nach Fasil, aber dennoch ein aufregender Beweis für die Bedeutung Wehnis zu jener Zeit. Auch wenn die Kirche und das Dorf nun verfallen waren, ist es offensichtlich, dass sie einst königliche Unterstützung ebenso freigiebig genossen hatten wie Gonder selbst.“
Es gelang Pakenham aufgrund eines Bergrutsches in den vorangegangenen 30 Jahren nicht, den Berg Wehni zu besteigen. Ausgerüstet mit Klettergerät unternahm er einige Monate später einen weiteren erfolglosen Anlauf. Er schließt seinen Reisebericht über Äthiopien mit einer Beschreibung der Gebäude auf dem Gipfel, so wie er sie aus der Luft erblickte. Zuvor hatte er den Piloten des Flugs Gonder – Addis Abeba überzeugen können, dort vorbeizufliegen und den Gipfel zu umkreisen.
Im Jahr 2002 wurde er von Mitgliedern der HotRock weltweiten Kletterexpedition bestiegen.
Das königliche Gefängnis auf dem Gipfel Wehnis hinterließ durch die Berichte von Bruce seinen Einfluss in der englischen Literatur. Samuel Johnson diente es als Inspiration für die Handlung seiner Erzählung: The History of Rasselas, Prince of Abissinia.